# Treviño
Pour les articles homonymes, voir Trevino.
Treviño (Trebiñu en basque) est un concejo du comté de Treviño. Il est situé dans la comarque de l'Èbre, dans la communauté autonome de Castille-et-León, province de Burgos en Espagne. Ce village compte environ deux cents d'habitants.
Treviño fait aussi partie de l'enclave de Treviño, dont la majorité de la population demande à être rattachée à la province de l'Alava.